# Heroes and Monsters
Gli Heroes and Monsters sono un gruppo musicale hard rock formato dal bassista/cantante Todd Kerns, dal chitarrista Stef Burns e dal batterista Will Hunt. Il 20 gennaio 2023 viene pubblicato dall'etichetta Frontiers Records il primo album in studio, Heroes and Monsters, anticipato dai singoli Locked And Loaded rilasciato il 25 ottobre 2022 e Raw Power, rilasciato il 22 novembre 2022.  

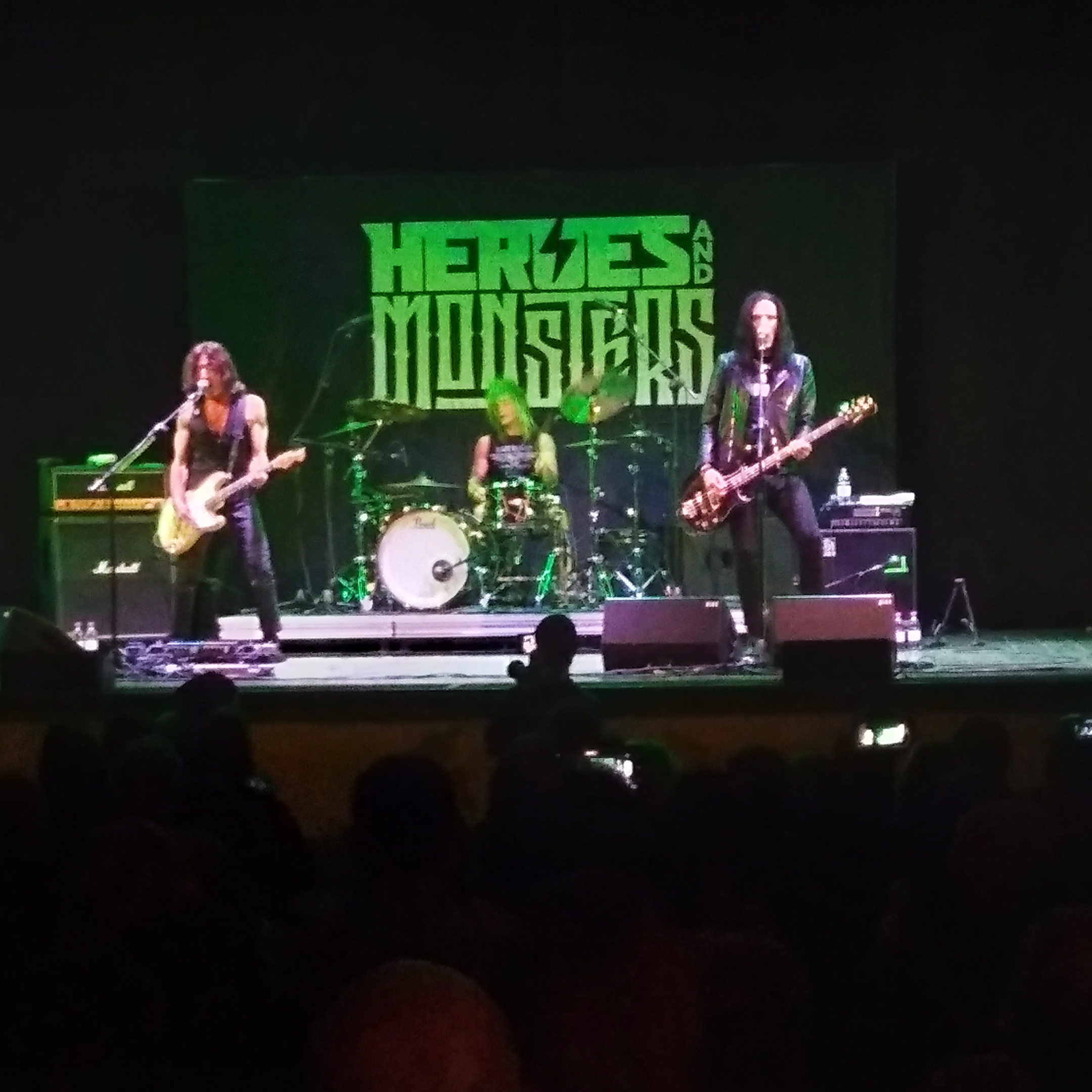
Gli Heroes and Monsters durante il loro ITALIAN INVASION TOUR. Foto scattata dal concerto presso Teatro Socjale di Piangipane (Ra). Concerto organizzato da Relive Eventi.

## Formazione ed influenze
Il trio, formatosi nel corso del lockdown a seguito della pandemia di Covid19, amalgama diverse influenze, forte carisma e grande esperienza soprattutto grazie al fatto che i tre componenti hanno collaborato con diversi artisti e band internazionali del panorama rock and roll: tra le principali, Todd Kerns, è attualmente bassista e cantante del progetto musicale del chitarrista dei Guns N' Roses, Slash, gli Slash featuring Myles Kennedy and the Conspirators, oltre ad essere stato il frontman della band canadese The Age Of Electric. 
Stef Burns è da decenni il chitarrista solista della rockstar italiana Vasco Rossi. Burns ha inoltre collaborato con artisti del calibro di Sheila E., Huey Lewis & The News e Y&T - con i quali ha registrato quattro album - oltre che con il cantante statunitense Alice Cooper, dove ha suonato all'interno degli album Hey Stoopid e The Last Temptation.   
Will Hunt, membro degli Evanescence dal 2007, si è esibito al fianco di Dark New Day, Skrape, Staind, Vasco Rossi, Vince Neil, Tommy Lee e Slaughter, oltre ad aver suonato negli album della band heavy metal Black Label Society e del cantante/fondatore degli Stryper, Michael Sweet. Altre collaborazioni sono avvenute con i Dirty Shirley di George Lynch, e i Device di David Draiman. 
Il suono che ne scaturisce può essere definito come potente hard rock, ruvido, sporco e ribelle, con echi di AC/DC, Queen, Led Zeppelin e Aerosmith. Inoltre, considerando le numerose collaborazioni, durante i live i tre componenti sono soliti suonare oltre ai loro inediti anche alcuni brani di Guns N' Roses, Mötley Crüe, Alice Cooper e Kiss.  

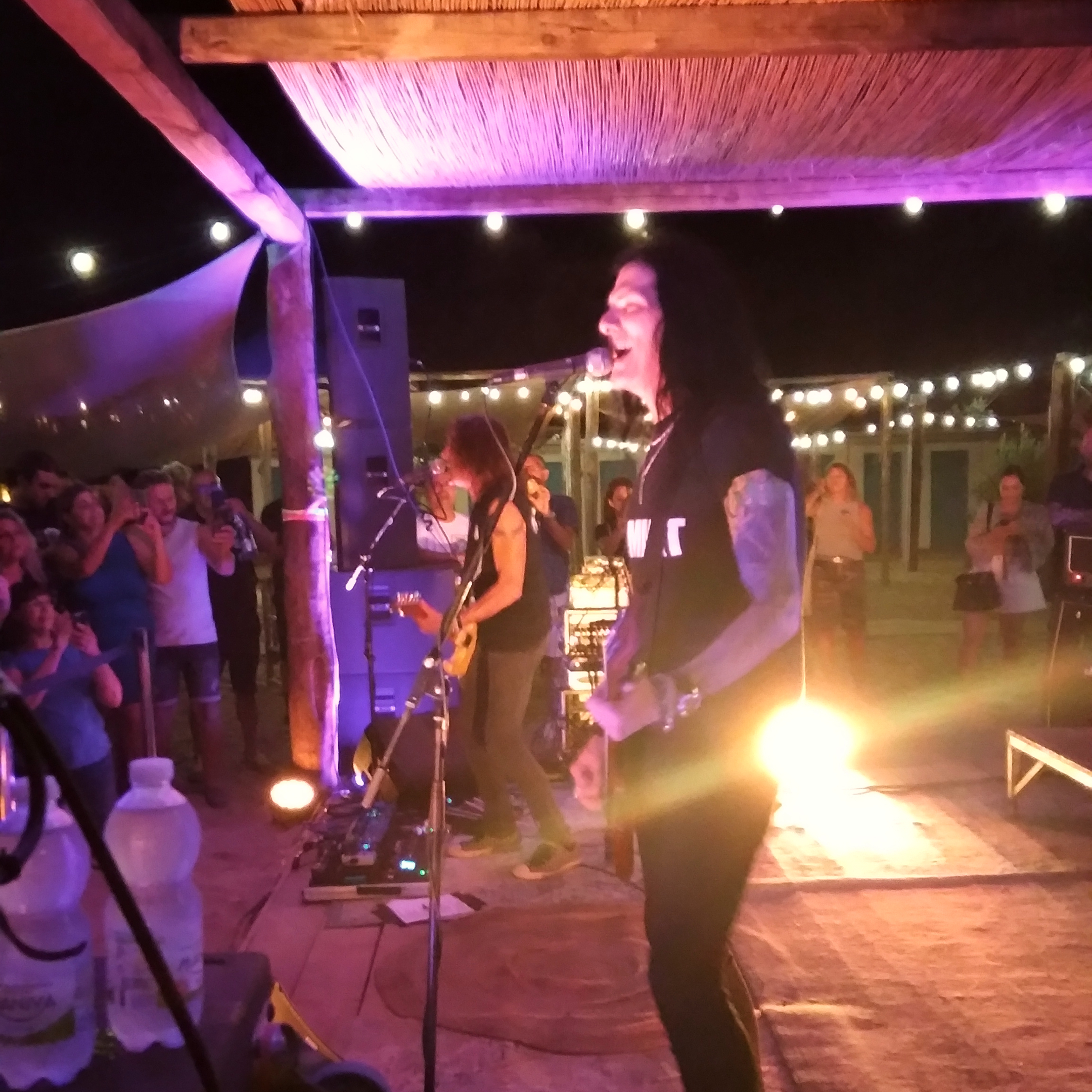
Todd Kerns e Stef Burns durante un live al Finisterre Beach di Marina di Ravenna del loro ANGELS NEVER SLEEP TOUR.

## Discografia

### Album in studio
- Heroes And Monsters - 2023

#### Tracce
1. Locked And Loaded - 3:57  (Burns, Kerns, Hunt, Jeff Blando)
2. Raw Power - 4:11  (Hunt, Brett Hestla, Burns)
3. Let's Ride It - 4:03  (Burns, Kerns, Hunt)
4. Angels Never Sleep - 4:14  (Burns, Niccolò Bolchi, Kerns, Hunt)
5. I Knew You Were the Devil - 4:05  (Hunt, Brett Hestla, Burns)
6. Break Me (I'm Yours) - 3:49  (Burns, Kerns, Hunt, Jeff Blando)
7. Blame - 3:50  (Hunt, Brett Hestla, Burns)
8. Don't Tell Me I'm Wrong - 3:38  (Burns, Niccolò Bolchi, Kerns, Hunt)
9. Set Me Free - 4:09 (Andy Scott)
10. And You'll Remain - 3.52 (Jordan Berliant, Burns, Niccolò Bolchi, Hunt)

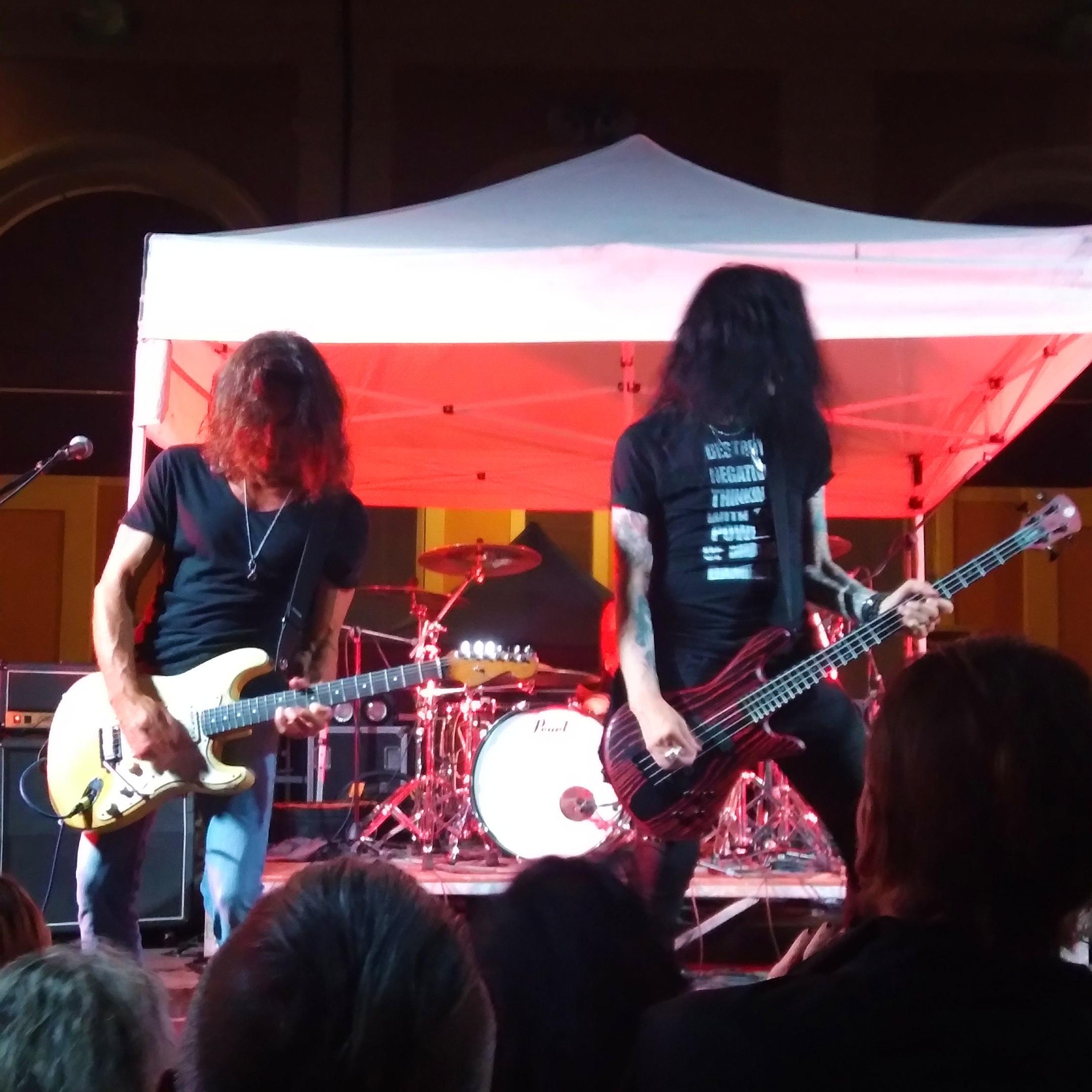
Todd Kenrs, Stef Burns e Will Hunt durante una data del loro ANGELS NEVER SLEEP TOUR.

## Tournée
« The band is coming. Are you ready for the show? You best prepare, because at ours live show, there’s no turning back. You’ll be on your feet, head rocking and fist pumping! »
- ITALIAN INVASION TOUR - dal 9 febbraio al 19 febbraio 2023 (10 date)
- ANGELS NEVER SLEEP ITALIAN SUMMER TOUR - dal 20 luglio al 5 agosto 2023 (14 date)
- HEROES AND MONSTERS WINTER TOUR - dal 29 novembre al 10 dicembre 2023 (11 date)
- RAW POWER SUMMER TOUR 2024 - dal 10 luglio al 23 luglio 2024 (12 date)

I componenti della band amano molto l'interazione con il pubblico tant'è che a fronte di un solo album in studio finora realizzato hanno già completato 3 tour in Italia ed hanno appena iniziato il terzo (Raw Power Tour) con la prima data al castello di Soiano del Lago (BS) lo scorso 10 luglio.
Anche nel tour attualmente in corso (12 date in diverse parti d'Italia), tendono a prediligere palchi di moderate dimensioni che favoriscono la vicinanza, arricchiscono lo spettacolo con scherzi e battute e danno sempre la possibilità di incontrarli da vicino dopo lo spettacolo per autografi, fotografie e chiacchierate.